# Hylesiopsis flavivilinea
Hylesiopsis flavivilinea är en fjärilsart som beskrevs av Max Wilhelm Karl Draudt 1930. Hylesiopsis flavivilinea ingår i släktet Hylesiopsis och familjen påfågelsspinnare. Inga underarter finns listade i Catalogue of Life.